# Paete
Paete is een gemeente in de Filipijnse provincie Laguna op het eiland Luzon. Bij de laatste census in 2010 telde de gemeente bijna 24 duizend inwoners.

## Geografie

### Bestuurlijke indeling
Paete is onderverdeeld in de volgende 9 barangays:
- Bagumbayan
- Bangkusay
- Ermita
- Ibaba del Norte
- Ibaba del Sur
- Ilaya del Norte
- Ilaya del Sur
- Maytoong
- Quinale

## Demografie
Paete had bij de census van 2010 een inwoneraantal van 23.523 mensen. Dit waren 1.173 mensen (4,7%) minder dan bij de vorige census van 2007. Ten opzichte van de census van 2000 was het aantal inwoners gegroeid met 512 mensen (2,2%). De gemiddelde jaarlijkse groei in die periode kwam daarmee uit op 0,22%, hetgeen lager was dan het landelijk jaarlijks gemiddelde over deze periode (1,90%).

De bevolkingsdichtheid van Paete was ten tijde van de laatste census, met 23.523 inwoners op 55,02 km², 427,5 mensen per km².

## Geboren in Paete
- José Caancan (20 mei 1877), beeldhouwer en houtsnijder (overleden 1965).